# Arcinges
Arcinges település Franciaországban, Loire megyében. Lakosainak száma 217 fő (2022. január 1.). Arcinges Mars, Le Cergne, Cuinzier és Écoche községekkel határos.

## Népesség
A település népességének változása:
| Lakosok száma | 155  | 135  | 122  | 172  | 202  | 208  | 212  | 215  | 216  | 217  |
|               | 1968 | 1982 | 1990 | 2006 | 2013 | 2015 | 2017 | 2019 | 2020 | 2022 |